# John Mark Dougan
Pour les articles homonymes, voir Dougan.
John Mark Dougan, qui se fait aussi appeler BadVolf, né le 15 décembre 1972 à Wilmington (Delaware, États-Unis) est un ancien policier américain, devenu hacker, théoricien du complot et agent d'influence russe.
Après avoir servi comme agent de police et shérif adjoint dans le comté de Palm Beach, il entre en conflit personnel avec son supérieur. Il se fait passer pour un hacker russe jusqu'en 2016, lorsqu'il est contraint de fuir en Russie pour échapper aux poursuites. Il s'installe à Moscou et devient agent d'influence, suivant les intérêts du pouvoir russe. John Mark Dougan participe à la campagne de manipulation informationnelle de la Russie en créant de faux sites Internet, notamment pour influencer les résultats des élections et diffuser la désinformation sur la guerre russo-ukrainienne.

## Biographie

### Jeunesse et famille
John Mark Dougan naît le 15 décembre 1972 à Wilmington, dans le Delaware.

### Carrière professionnelle dans la police
Après avoir servi au sein des Marines, John Mark Dougan souhaite se reconvertir comme policier, après avoir exercé de multiples autres professions, dans le transport de chevaux, la gestion de bases de données, ou en tant que pilote (malgré le fait qu'il soit atteint du syndrome de Gilles de La Tourette). Il commence en 2005 sa carrière comme agent de la petite équipe de policiers de Mangonia Park, en Floride. Il se distingue par le nombre très élevé de contraventions qu'il inflige et son efficacité dans la lutte contre le trafic de drogue (il aide alors localement la DEA). Il rejoint quelques mois plus tard le bureau du shérif du comté de Palm Beach. Il est régulièrement épinglé en interne pour son comportement vis-à-vis des autres agents, notamment lorsqu'ils se sert de son spray de gaz lacrymogène contre un de ses collègues.
En 2008, il demande à être transféré à Belle Glade, demande inhabituelle car la ville n'a pas bonne réputation. En arrivant, il fait connaissance du chef de la police locale Brent Raban, connu pour ses méthodes brutales, notamment à l'encontre des citoyens de la ville. Il tente d'alerter sur la brutalité de son supérieur, mais rien ne se passe et Dougan craint d'être lui-même victime de représailles s'il agit directement. Il démissionne finalement de son poste en décembre 2008 après quatre ans passés à servir au sein du bureau du shérif. En partant, il signale le comportement de Brent Raban, mais il est scandalisé par ce qu'il estime être un manque de réaction des instances de contrôle du comté de Palm Beach, qu'il accuse de tenter d'enterrer l'affaire.
En 2009, peu après son arrivée, il est licencié du département de police de Windham pour des faits de harcèlement sexuel contre ses collaboratrices. Après que le tribunal lui ait donné tort et validé son licenciement, il entame une « campagne incessante contre son ancien employeur ». Il publie des informations compromettantes, dont une partie sont fausses, et des critiques virulentes sur les membres de la hiérarchie de la police de Palm Beach, notamment sur un forum en ligne qu'il a fondé, appelé PBSOTalks (pour Palm Beach Sheriff Office). C'est à ce moment-là qu'il commence à créer de faux sites Internet pour servir son but de revanche personnelle, en particulier contre Ric Bradshaw, shérif principal du comté de Palm Beach.

### Activités aux États-Unis et fuite
John Mark Dougan se rend en Russie pour la première fois en février 2013, après avoir été attiré par des conversations sur Facebook avec une femme souhaitant devenir cliente de son entreprise — un fabricant de téléphones privés d'entreprise, avec qui il entame une relation amoureuse. Là-bas, il rencontre Pavel Borodine, un homme politique proche du pouvoir russe, qui signe un contrat avec lui, officiellement pour aider à créer « un site web de collecte de fonds pour toutes les différentes organisations caritatives en Russie ». Selon Dougan, il n'est là-bas que pour vendre les téléphones qu'il produit, mais il a contacté en avance Borodine pour le rencontrer. Il est impressionné par les opportunités qui lui sont ouvertes en Russie.
De retour en Floride après son voyage en Russie, il s'avère déjà très doué en manipulation numérique : un policier est ciblé par une rumeur mensongère diffusée via de faux sites en ligne, le liant à la mouvance suprémaciste blanche. En 2015, il se fait passer pour une femme et entretient une conversation intime pendant plusieurs jours avec l'officier de police sous les ordres de Ric Bradshaw chargé de l'enquête contre lui, obtenant des infos confidentielles sur les méthodes employées. À cette époque, il a déjà été plusieurs fois en Russie et sa compagne russe l'a également suivi en Floride.
Il prend alors le pseudonyme de BadVolf (en russe : БадВолф). Sous ce faux nom, il commence le 24 août 2015 à se faire passer pour un véritable hacker russe basé à Moscou, affirmant que « si les fonctionnaires sont si désireux de le qualifier de hacker russe, il pourrait aussi bien assumer ce rôle ». Son but premier est d'éviter les poursuites pour avoir enregistré illégalement les appels avec l'officier à sa recherche, et il diffuse immédiatement les fichiers compromettants dont il dispose sur lui et Ric Bradshaw. Les enquêteurs ne relient pas encore ce prétendu hacker à lui. BadVolf se défend de toute action illégale et affirme avoir utilisé une faille de sécurité dans la base de données de l'État de Floride,.
Après que BadVolf a fait fuiter les enregistrements, Dougan se rend au bureau du FBI et demande l'ouverture d'une enquête contre Bradshaw, sur la base des renseignements qu'ils contiennent. Après un refus, il se met à penser que « tout le système américain est cassé, des flics de la rue comme Raban, au FBI et aux juges supervisant le tout » et décide de frapper plus fort, en publiant les données personnelles des personnes avec qui il est en désaccord. En croisant les données de deux fichiers officiels, il obtient les adresses de 4 114 personnes (fonctionnaires, magistrats et membres des forces de l'ordre), la plupart sans aucun lien avec son conflit avec Bradshaw. Malgré cela, il les considère comme tous coupables et fait fuiter toutes les données sur PBSOTalks le 23 février 2016, avant de publier encore d'autres données sur des personnes habitant dans d'autres comté de Floride ; au total, plus de 14 000 fonctionnaires de 20 comtés différents,.
En raison de ses activités passées en Russie et du piratage qu'il a réalisé, les autorités américaines commencent à soupçonner le hacker BadVolf de travailler pour le compte des services russes, mais ils poursuivent un hacker qui n'existe pas. Dougan nie toute responsabilité dans les fuites, affirmant que BadVolf est une de ses connaissances mais que ce dernier a décidé seul de diffuser ces fichiers. Le 14 mars 2016, le Federal Bureau of Investigation (FBI) découvre finalement l'inexistence de BadVolf, fait le lien avec sa vraie identité et perquisitionne le domicile de John Mark Dougan, sans pour autant avoir le mandat pour l'arrêter. Avant d'être arrêté, Dougan décide de fuir le pays pour la Russie, laissant sa famille derrière lui. Le pays lui offre l'asile politique temporaire en février 2017, puis à titre permanent en décembre. Il devient officiellement un fugitif en 2018 lorsqu'il est inculpé pour « écoutes téléphoniques et extorsion ».

### Vie en Russie
Une fois en Russie, John Mark Dougan s'installe dans un appartement à Moscou, au bord de la Moskova, à plusieurs kilomètres du Kremlin. Interrogé par des journalistes, notamment de NewsGuard, il leur fournit des informations volontairement parcellaires sur ses activités, avant d'en dire un peu plus ou de se rétracter, ce que les journalistes décrivent comme « une danse familière entre nous ». Lors de l'un des premiers appels téléphoniques avec Steven Brill (en), l'un des responsables de NewsGuard, il se fait passer pour un officier du FBI, ce qui est illégal. Il fait également fuiter la localisation de la maison de Brill.
John Mark Dougan fait la promotion de la vie à Moscou, déclarant que « les choses sont tellement mieux ici » ; il cite notamment la vie nocturne moscovite. Il intervient régulièrement à la télévision d'État russe, qui l'invite en le présentant comme « un lanceur d'alerte patriote engagé dans la dénonciation de la corruption occidentale ». De nombreux reportages sur lui sont aussi produits par les médias russes pour le glorifier. Selon le collectif de lutte contre l'influence numérique russe Antibot4Navalny, « Offrir des faveurs au Kremlin [...] en échange de l'asile ou de la citoyenneté, afin d'éviter les persécutions dans son pays d'origine est un parcours récurrent pour les voix pro-Kremlin installées en Russie et ayant une origine occidentale ». En 2023, il obtient la citoyenneté russe et il vote lors de l'élection présidentielle russe de 2024.
Depuis la Russie, il continue à influer sur la politique aux États-Unis. Il affirme être à l'origine de la fuite des mails du Comité national démocrate (en) en 2016, mais il s'agit vraisemblablement d'un mensonge. En avril 2024, il crée un site ayant pour but de « révéler l'hypocrisie » et la « corruption » du gouvernement fédéral. Il promet des récompenses en cryptomonnaies à celles et ceux qui postent des informations sur certaines personnalités, notamment les procureures Fani Willis et Letitia James, impliquées dans les procédures judiciaires visant Donald Trump. Il diffuse également de fausses informations sur la candidate démocrate à l'élection présidentielle de 2024, Kamala Harris.

## Activités numériques

### Création de faux comptes aux États-Unis et en Allemagne
John Dougan réalise ses premières activités de déstabilisation électorale pour le compte de la Russie aux États-Unis. Il crée un réseau de nombreux faux sites, 171 au total. Parmi eux figure le DCWeekly, créé avant même sa mise au service de la Russie, dont un article de désinformation consacré à Volodymyr Zelensky est repris par Marjorie Taylor Greene en novembre 2023. Au total, les 19 narratifs principaux de la propagande russe diffusés par le réseau ont été vus 37,7 millions de fois à la date du 19 mai 2024. Bien que l'impact en nombre absolu de vues soit plus faible que celui des ingérences russes dans l'élection de 2016, ses sites ciblent spécifiquement Washington où sont prises les décisions politiques concernant l'Ukraine, et pourraient donc avoir plus d'impact.
Par la suite, il est à l'origine de la création d'au moins 102 sites Internet en allemand. Les premiers sont mis en ligne en juillet 2024, mais le nombre de sites sur ce réseau augmente rapidement après le 6 novembre 2024, lorsque la coalition en feu tricolore d'Olaf Scholz se dissout, provoquant la tenue de nouvelles élections fédérales, prévues le 23 février 2025. John Dougan cherche ainsi à détériorer le débat public afin de déstabiliser le processus électoral allemand et favoriser les partis favorables au Kremlin. Ses faux sites et faux contenus font notamment la promotion du parti d'extrême droite Alternative pour l'Allemagne et incitent au rejet de l'immigration.

### Mode opératoire
Les sites créés, comme le « Miami Chronicle », cherchent à imiter le nom et l'apparence de médias connus et identifiés comme fiables, afin de se donner une apparence de crédibilité et de tromper les lecteurs. Ils sont utilisés pour diffuser la propagande de la Russie et la désinformation, notamment sur la guerre russo-ukrainienne. Ils peuvent également relayer des théories conspirationnistes ou de la désinformation sur la pandémie de Covid-19. Ces contenus mensongers ou trompeurs sont dissimulés parmi des informations d'apparence inoffensive, concernant l'actualité locale. Les auteurs sont souvent fictifs et les mentions légales inexistantes ou humoristiques.
John Dougan et son équipe produisent de faux contenus, notamment des deepfakes audios et vidéos, à l'aide de techniques avancées qui permettent de rendre plus difficile leur détection, notamment par les IA entraînées à identifier les médias hypertruqués.
Les contenus de désinformation publiés sur ses sites sont parfois amplifiés par le biais de faux comptes sur les réseaux sociaux, suivant des cheminements semblables. Une fausse information est diffusée en ligne dans un message attribué à un lanceur d'alerte, puis ce message est repris par les sites de Dougan, avant d'être amplifié par de faux comptes, parfois liés à l'opération Doppelgänger. Ils atteignent les sites les plus connus de la propagande du Kremlin, qui attribuent l'information aux sites créés par Dougan. Finalement, le faux contenu est mentionné voire diffusé à la télévision d'État russe, lui donnant un écho bien plus important.
En avril 2024, l'Union européenne identifie le réseau de propagande de Dougan, qu'elle nomme « Opération False Facade ».

### Diffusion de fausses informations
John Mark Dougan diffuse de fausses informations, notamment sur la guerre russo-ukrainienne. Via ses faux sites, il peut également promouvoir des théories conspirationnistes ou de la désinformation sur la pandémie de Covid-19. Il est considéré par le Daily Beast comme un « théoricien du complot ».
En mars 2022, peu après le début de l'invasion russe, il se rend en Ukraine pour tenter de prouver l'existence, en Ukraine, de « laboratoires biologiques financés par les États-Unis, développant des agents pathogènes mortels pour infecter le peuple russe », en ciblant ethniquement les Russes. Ses publications consistent principalement en une série d'interviews avec des Ukrainiens des zones occupée. Il affirme avoir été témoin de la destruction de tels laboratoires et diffuse des documents qu'il dit avoir reçu de la part d'Ukrainiens, mais leur authenticité n'est pas vérifiable et sa théorie ne comporte « pas le moindre élément de preuve concret ». Il est l'un des premiers à populariser cette théorie du complot avant que les autorités russes ne la reprennent.
Ses fausses informations ciblent fréquemment le président ukrainien Volodymyr Zelensky, accusé à tort d'acheter des biens immobiliers luxueux ou de vouloir influer sur les résultats de l'élection présidentielle américaine de 2024.
Dougan apparaît sur des émissions proches de la mouvance QAnon aux États-Unis, lors desquelles il reprend les arguments principaux de la propagande russe au sujet de l'Ukraine.

## Liens avec les autorités russes
L'entreprise NewsGuard réalise plusieurs enquêtes sur lui et relie la plupart des sites à leur hébergeur russe puis à John Dougan via son site BadVolf. Il nie travailler au profit du Kremlin, mais NewsGuard relève que « cela défie la logique qu'il puisse obtenir l'asile en Russie, opérer comme un « journaliste » [...] et financer ses vidéos (pour lesquelles il a accès aux responsables et aux troupes de l'armée russe) et ses activités Internet sans le soutien de l'État autoritaire [russe] ». Plusieurs sources font le lien direct entre les activités numériques de Dougan et le pouvoir russe. The New York Times montre les connexions de ce réseau avec l'Internet Research Agency d'Evgueni Prigojine. Selon un responsable du renseignement européen, cité par The Washington Post et repris par The Insider, John Mark Dougan « a travaillé directement avec le renseignement militaire russe » et est financé par un officier du GRU. Selon une source au sein du département du Trésor des États-Unis, il bénéficierait des serveurs du Centre d'expertise géopolitique, un institut basé à Moscou
Durant l'invasion de l'Ukraine par la Russie, il réalise des reportages en Ukraine occupée durant lesquels il arbore le symbole Z et suit les forces armées russes. Il déclare cependant n'être « en aucun cas associé à l'armée russe », qui ne ferait que le transporter et le protéger à certains moments de son parcours. Il nie tout financement extérieur autre que les dons qu'il reçoit.

## Publications
- (en) BadVolf : The true story of an American cop’s retaliation against a corrupt system of justice and politics, forcing him to seek political asylum in Russia, 2018, 272 p.